# Tio (prefix)
Tio i de vegades ti, en les zones rurals del País Valencià, és el prefix que se sol posar davant del nom de qualsevol altre ciutadà del poble, ja siga familiar, o no. En aquestes zones l'ús sistemàtic de malnoms està molt estès. Per tant, tothom s'és referenciat amb la partícula tio més el seu corresponent malnom. Exemples, tio Rull, tio Pep, tio Canya, etc.